# Comme la romaine
 (juillet 2017).
Si vous disposez d'ouvrages ou d'articles de référence ou si vous connaissez des sites web de qualité traitant du thème abordé ici, merci de compléter l'article en donnant les références utiles à sa vérifiabilité et en les liant à la section « Notes et références ».
Albums de Jacques Duvall
Je déçois...
(1990)
Singles
1. Je te hais
Sortie : 1983

Comme la romaine est le premier album solo du chanteur et parolier belge Jacques Duvall, sorti en 1983.
Jacques Duvall y a adapté en français les chansons As Tears Go By de Mick Jagger et Keith Richards (Une seule larme), Furore d'Adriano Celentano et Piero Vivarelli  (Comme la romaine) et Ti amo de Umberto Tozzi et Giancarlo Bigazzi (Je te hais).

## Liste des titres
| No  | Titre                                       | Auteur                                                         | Durée |
| --- | ------------------------------------------- | -------------------------------------------------------------- | ----- |
|     | 'Face A'                                    |                                                                |       |
| A1. | Gigolo                                      | Jacques Duvall, Jay Alanski                                    | 2:56  |
| A2. | Le sud                                      | Nino Ferrer                                                    | 4:38  |
| A3. | La dolce vita                               | Duvall, Alanski                                                | 4:26  |
| A4. | No                                          | Duvall, Marc Moulin                                            | 3:02  |
| A5. | Comme la romaine (reprise de Furore)        | Adriano Celentano, Piero Vivarelli (adaptation Jacques Duvall) | 2:37  |
|     | 'Face B'                                    |                                                                |       |
| B1. | Une seule larme (reprise de As Tears Go By) | Mick Jagger, Keith Richards (adaptation Jacques Duvall)        | 3:12  |
| B2. | Mona Lisa                                   | Duvall, Moulin                                                 | 3:28  |
| B3. | Je casse tout ce que je touche              | Duvall, Alanski                                                | 2:56  |
| B4. | Je te hais (reprise de Ti amo)              | Umberto Tozzi, Gianni Bigazzi (adaptation Jacques Duvall)      | 4:27  |
| B5. | Haut et court                               | Duvall, Alanski                                                | 3:16  |